# Walter Bryan Emery
Walter Bryan Emery (Liverpool, 2 luglio 1902 – Londra, 11 marzo 1971) è stato un egittologo britannico.

## Biografia
Walter Bryan Emery è stato un egittologo britannico; prima che i suoi interessi fossero indirizzati verso l’egittologia, tuttavia, svolse studi di ingegneria navale campo in cui venne particolarmente apprezzato per le sue capacità di disegnatore, doti che sono peraltro riscontrabili nei suoi disegni egittologici.
Dopo gli studi preliminari presso l’Istituto di Archeologia di Liverpool, raggiunse l’Egitto nel 1923, come assistente della spedizione della Egypt Exploration Society, e lavorò agli scavi di Amarna. L’anno successivo, nel 1924, divenne direttore operativo della spedizione “Mond” dell’Università di Liverpool a Tebe.
Tra il 1924 e il 1928, sempre come direttore della spedizione “Mond”, compì scavi in Nubia, a Luxor e a Tebe.
Nel 1929 venne nominato direttore operativo dell'Archaeological Survey in Nubia, sotto gli auspici del Egyptian Government Service of Antiquities, con la concessione di esplorare e scavare tutti gli antichi siti nubiani destinati ad essere sommersi dalla costruzione della diga di Assuan.
Lavorò, nel 1932, allo scavo di tombe di principi locali del cosiddetto Gruppo X, risalenti ad una fase della cultura nubiana, compresa tra la III e la VI dinastia a Quban, Ballana e Qustul nella bassa Nubia. 
Suo ultimo lavoro nell'area nubiana fu lo scavo della fortezza di Buhen dopo la Seconda cateratta.
Fu quindi direttore operativo di scavi a Luxor  e ad Armant. Direttore dell'Archaeological Survey di Nubia dal 1935 al 1939, Emery svolse scavi anche delle prime tombe arcaiche di Saqqara dove scoprì,  il disco di Sabu e una popolosa necropoli di animali.
Se si escludono sei anni nell'esercito britannico durante la Seconda guerra mondiale, seguiti da quattro nel servizio diplomatico britannico al Cairo, Emery trascorse la sua vita nello scavo di siti archeologici egiziani. Tornato in Egitto dopo il conflitto, proseguì i suoi scavi a Buhen e a Qasr Ibrim.
Emery ottenne la cattedra di egittologia presso l’University College (Londra) nel 1951 e fu professore di egittologia dal 1951 al 1970.
Nel 1964 tornò a Saqqara dove scoprì il "recinto degli animali sacri", una delle più importanti scoperte dell’egittologia annunciata solo nel 1970.
Morì a Londra l’anno dopo, nel 1971.